# الیس (نبراسکا)
الیس (به انگلیسی: Ellis) یک منطقهٔ مسکونی در ایالات متحده آمریکا است که در نبراسکا واقع شده‌است. الیس ۴۳۷٫۰۹ متر بالاتر از سطح دریا واقع شده‌است.